# Skrzydełko czy nóżka
Skrzydełko czy nóżka – francuski film komediowy z 1976 z udziałem Louisa de Funès.
Był to pierwszy film, w jakim zagrał Louis de Funes po przejściu zawału serca w 1975. Na planie stale obecna była ekipa medyczna, a w razie jakichkolwiek bólów w okolicach serca zdjęcia miały być natychmiast przerwane.

## Fabuła

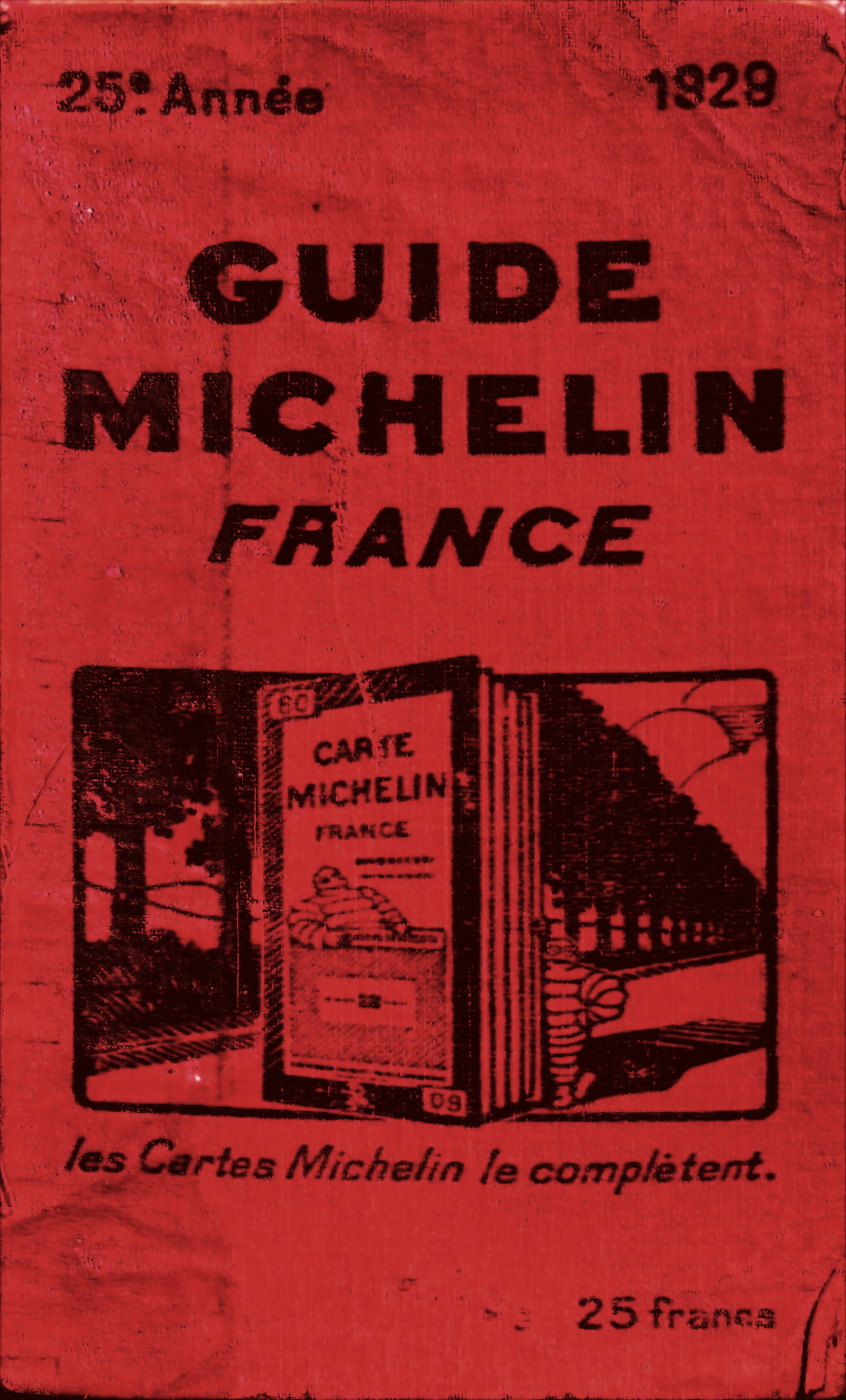
Okładka Przewodnika Michelin

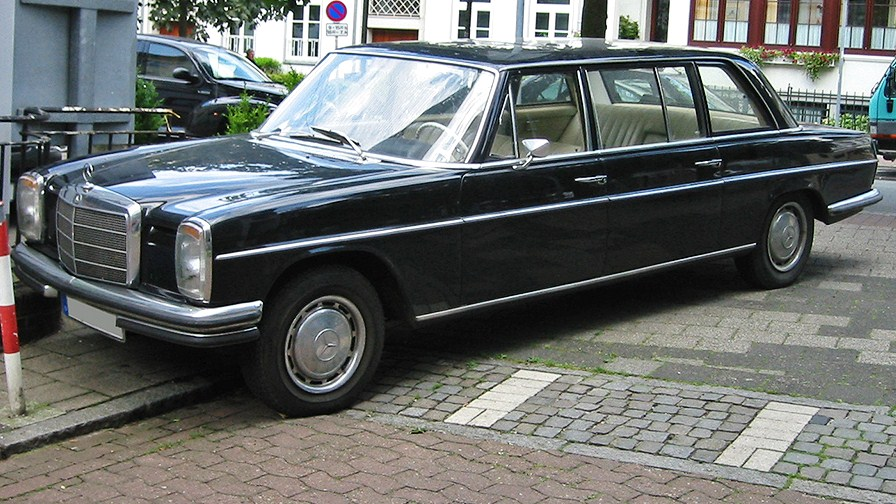
Mercedes-Benz W115 Lang – takim samochodem porusza się Charles Duchemin

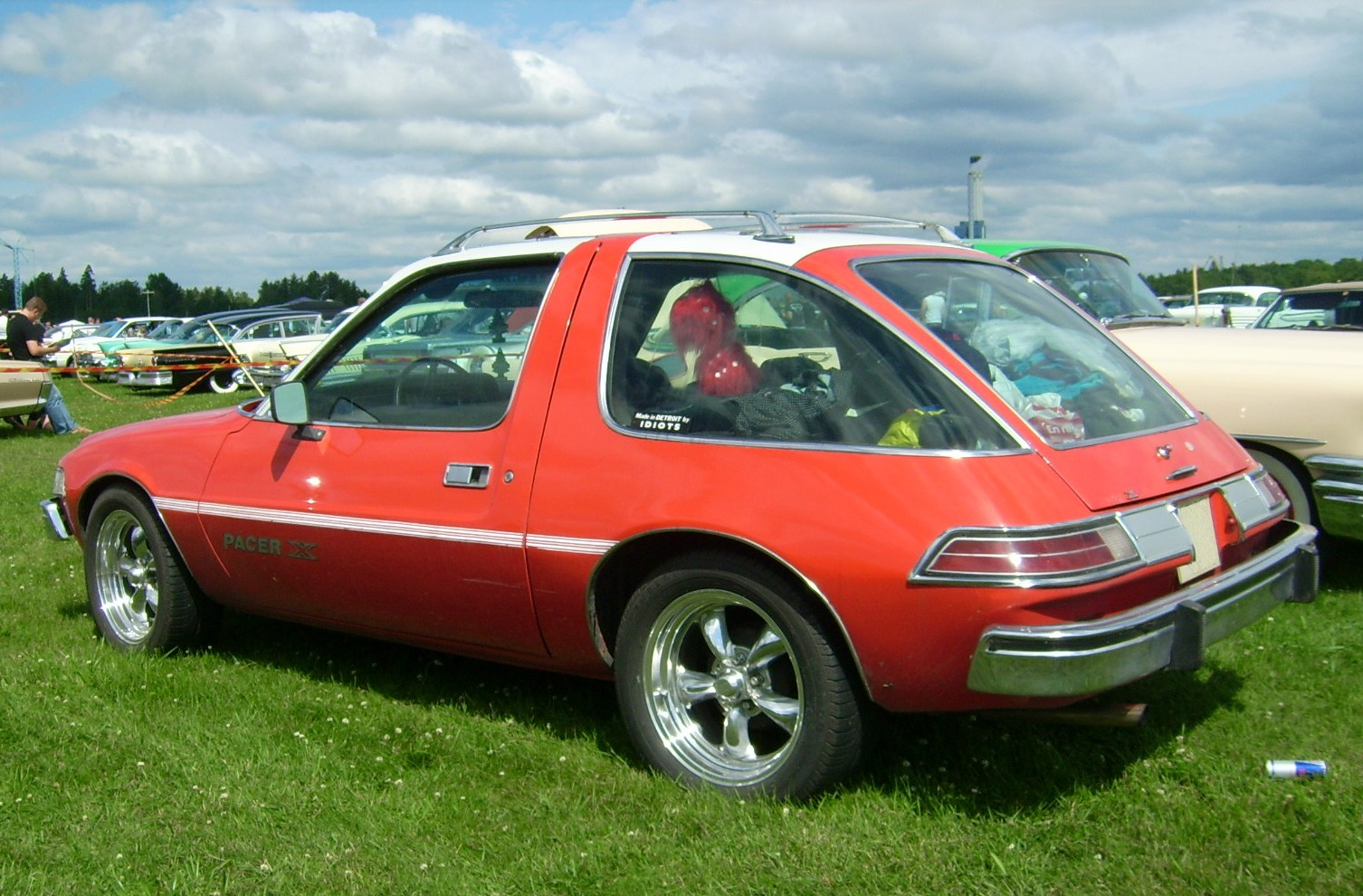
AMC Pacer – takim samochodem porusza się Gérard Duchemin

Charles Duchemin (Louis de Funès) jest niekwestionowanym mistrzem francuskiej kuchni, niezwykle wymagającym i dbającym o najwyższą jakość potraw. Jego książki kucharskie, przewodniki gastronomiczne i programy telewizyjne przyniosły mu taki autorytet, że Akademia Francuska zaproponowała mu członkostwo. Wkrótce kończy jednak 60 lat i przechodzi na emeryturę, dlatego przygotowuje swego syna Gerarda (Coluche) do przejęcia kulinarnego królestwa. Nie wie, że syn nie bardzo chce iść w ślady ojca i w tajemnicy przed nim prowadzi zespół cyrkowy, w którym występuje jako klaun.
Jak co roku, Duchemin redaguje przewodnik po najlepszych lokalach gastronomicznych nad Sekwaną. Od jego surowej opinii zależy przyszłość tych restauracji. W tym celu incognito (aby nie zostać rozpoznanym) odwiedza francuskie restauracje, raz podając się za jankeskiego turystę, a innym razem przyodziewając żałobną woalkę. Za każdym razem wyposażony jest w zestaw sekretnych narzędzi i próbek, które pozwalają mu sprawdzić jakość serwowanych potraw. Podróżuje luksusowym, długim mercedesem wraz ze swoim szoferem Henri.
Aby z należytą dokładnością opisać wszystkie przybytki francuskiego restauratorstwa, Duchemin wyrusza na objazd prowincji. W podróż zabiera syna i młodą sekretarkę Marguerite. I tym razem nie obchodzi się bez kamuflażu. Wyjazd nie kończy się najlepiej dla Duchemina, traci on zmysł smaku. W dodatku trafia przez przypadek do cyrku, gdzie właśnie ma wystąpić jego syn.
Największym konkurentem Duchemina jest Tricatel (Julien Guiomar), producent sztucznej żywności i właściciel sieci barów szybkiej obsługi. Chce on wykraść maszynopis nowego przewodnika, by zdobyć adresy krytycznie ocenionych lokali i wykupić je zawczasu po niskiej cenie. Telewizja proponuje obu rywalom spotkanie przed kamerami pod hasłem Wszystkie chwyty są dozwolone. Surowy krytyk i strażnik dobrego smaku musi dać odpór dążeniom właściciela fast-foodów. Dlatego próbuje dostać się do jego fabryki, by móc publicznie zaprezentować proces produkcji niezdrowego jadła.

## Obsada
- Louis de Funès – Charles Duchemin
- Coluche – Gérard Duchemin
- Julien Guiomar – Jacques Tricatel
- Raymond Bussières – Henri, szofer Duchemina
- Ann Zacharias – młoda Marguerite
- Daniel Langlet – Lambert
- Claude Gensac – stara Marguerite
- Philippe Bouvard – dziennikarz, gospodarz teleturnieju
- Fernand Guiot – Dubreuil, pracownik Duchemina
- Vittorio Caprioli – Vittorio
- Aurora Maris – Gina, pracownica restauracji
- Gérard Boucaron – Ficellle
- Yves Afonso – hydraulik
- Antoine Marin – współpracownik Duchemina
- Martin Lamotte – Roland, artysta cyrkowy
- Marcel Dalio – krawiec
- Jean Martin – lekarz
- Dominique Davray – umięśniony cyrkowiec
- Georges Chamarat – przewodniczący Akademii Francuskiej
- Albert Michel – Morand, artysta cyrkowy z restauracji
- Paul Bisciglia – lokaj wnoszący bagaże w hotelu
- Mac Ronay – pijany kelner
- Max Montavon – pan Godefroy

## Odbiór filmu
We Francji film obejrzało 5,84 mln widzów.